# Дирины
Дирины — древний русский дворянский род.
В Гербовник внесены две фамилии Дириных:
1. Потомство Захария Тимофеевича, предок которого, Бражник Андреевич Дирин, упоминается в 1571 году (Герб. Часть X. № 58).
2. Дирины, предки которых владели имением с крестьянами (1715) в Мещовском уезде Калужской губернии. (Герб. Часть XII. № 125)[1].

Род Дириных внесён в VI часть родословных книг Московской, Новгородской, Тверской и Калужской губерний, а также Киевской.
Существует несколько версий происхождения фамилии. Одна из них — от Дира, варяжского князя, захватившего Киев вместе с Аскольдом в IX веке. Другая — от прозвища Дыра.

## Происхождение и история рода
Род впервые упоминается в Новгородской летописи.
Бражник Андреевич Дирин подписался на поручной записи по боярине князе И. Ф. Мстиславском (1571). Давыд Горяинович, Богдан Давыдович и Никита Поспелович вёрстаны новичным окладом в Деревской пятине (1596). Захар Тимофеевич при царе Алексее Михайловиче служил в числе дворян и детей боярских и вёрстан поместным и денежным окладами.
Богдан Давыдович и Богдан Андреевич убиты при осаде Смоленска (1634). Воевода г. Ирбит Григорий Дирин (1654).  Михаил Клементьевич воевода в Старой-Русе (1694).
Ещё в XV веке при великом князе Иване III в Деревской пятине было 19 человек рода Дириных, владевших по писцовым книгам до 60 тысяч десятин земли. Позже частично эти земли отошли, путём выдела приданного, в многие другие роды: «Норманских, Ельчаниновых, Шестаковых, Левашовых, Голенищевых-Кутузовых, Озеровых, Завалишиных и Бостельман». 
В XVII веке род разделился на множество ветвей. В Старорусском уезде Новгородской губернии в 1740 году Алексей, Трофим, Тимофей — дети Ефима Дирина, «полюбовно разделили отцовское и собственное  недвижимое имущество». Часть своего имения Трофим Ефимович Дирин в 1744 году завещал своему племяннику и крестнику, ученику морской академии Илье Алексеевичу Дирину. Более 1500 десятин родовых земель имел в Новгородской губернии Сократ Николаевич Дирин. В Демянском уезде были имения полковника Николая Петровича Дирина (только в Петровском числилось более тысячи душ крепостных) — он в 1813 году умер в Данциге, командуя 4-й бригадой новгородского ополчения; его вдова Анна Сергеевна, осталась с тремя малолетними детьми, в числе которых была Мария Николаевна Дирина, в альбом которой Н. М. Языков написал ряд своих стихотворений.

## Описание гербов

#### Герб. Часть X. № 58.
Герб потомков Захария Тимофеевича: в красном поле серебряный единорог, скачущий в правую сторону (польский герб Боньча).
Щит увенчан дворянскими шлемом и короной. Нашлемник: три страусовых пера. Намёт на щите красный, подложенный серебром и золотом.

#### Герб. Часть XII. № 125.
Герб Дириных, предки которых владели недвижимым имением (с 1715): в золотом щите чёрное стропило, обременённое тремя серебряными шарами. Над стропилом вертикально и под стропилом один красные копейные наконечники. Щит увенчан дворянским коронованным шлемом. Нашлемник: золотое орлиное крыло, на нём чёрное стропило, обременённое тремя серебряными шарами. Намёт: справа чёрный с золотом, слева красный с золотом.

## Известные представители
- Дирин Сергей - новгородский городовой дворянин (1606).
- Дирин Дмитрий Петрович - стрелецкий голова в Кирилло-Белозёрском монастыре (1614).
- Дирин Михаил Богданович - жилец (1638).
- Дирин Захарий Харитонович - межевой судья на шведской границе (1685).
- Дирин Семён Михайлович - стряпчий (1660-1692), владелец поместья в Каширском уезде[13].